# صنوبر بري

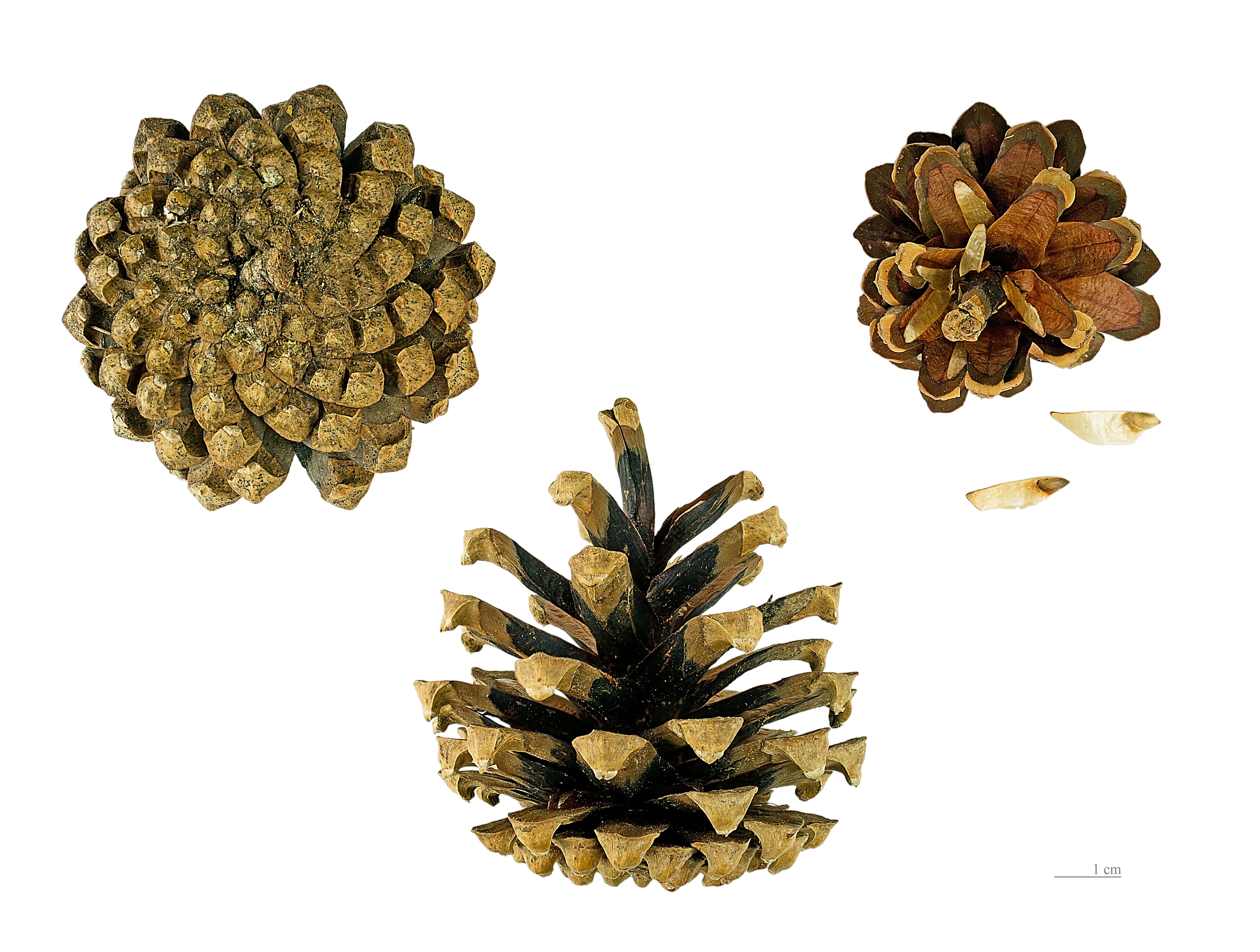
Pinus sylvestris

البرز أو الصنوبر البري أو صنوبر سيلفستر أو أبو رأس أحمر هو نوع نباتي شجري من جُنيس الصنوبر الحقيقي يتبع الفصيلة الصنوبرية. ينتشر في شمال أوروبا وشمال آسيا وشمال تركيا.